# اسماعیل مرچنت
اسماعیل مرچنت (انگلیسی: Ismail Merchant؛ ۲۵ دسامبر ۱۹۳۶ – ۲۵ مهٔ ۲۰۰۵) یک تهیه‌کننده، و کارگردان اهل هند بود. وی بین سال‌های ۱۹۶۰ تا ۲۰۰۵ میلادی فعالیت می‌کرد.
اسماعیل مرچنت بعد از ظهر روز چهارشنبه ۲۵ مه ۲۰۰۵ در بیمارستانی در شهر لندن در سن ۶۸ سالگی درگذشت.

## فیلم‌شناسی
- قتل بی‌نقص (۱۹۸۸)
- هواردز اند (۱۹۹۲)
- اتاقی با یک منظره
- بازمانده روز
- آفرینش زنان (۱۹۶۱ فیلم کوتاه)
- مالک (۱۹۹۶)
- طلاق (۲۰۰۳)
- لومیر و شرکا
- جفرسون در پاریس